# Torraca
Torraca là một đô thị (comune) thuộc tỉnh Salerno trong vùng Campania của Ý. Torraca có diện tích 15 km2, dân số là 1262 người (thời điểm ngày 31 tháng 12 năm 2007). Năm 2007, thị trấn này đã chi 280.000 euro để chuyển đổi 700 đèn đường sang đèn LED, là đô thị đầu tiên ở châu Âu dùng đèn LED tiết kiệm năng lượng.